# Астреневский сельсовет
Астреневский сельсовет — упразднённая административно-территориальная единица, существовавшая на территории Московской губернии и Московской области в 1924—1939 годах.
Мамоновский сельсовет был образован в 1924 году в составе Лотошинской волости Волоколамского уезда Московской губернии путём выделения из Ушаковского с/с.
В 1927 году Мамоновский с/с был преобразован в Астреневский сельсовет.
По данным 1926 года в состав сельсовета входили 2 населённых пункта — Астренёво и Мамоново.
В 1929 году Астреневский с/с был отнесён к Лотошинскому району Московского округа Московской области.
17 июля 1939 года Астреневский с/с был упразднён, а его территория передана в Клусовский с/с.